# KkStB řada 310
Řada 310 kkStB  byly čtyřválcové sdružené rychlíkové parní lokomotivy s vlečným tendrem. Tyto lokomotivy byly v počtu 90 kusů vyrobeny pro císařsko-královské státní dráhy (kkStB). Dalších deset objednaných lokomotiv s Brotanovým kotlem již kkStB, resp. BBÖ nepřevzaly, sedm lokomotiv bylo prodáno pruským státním drahám a tři PKP.

## Vznik a vývoj

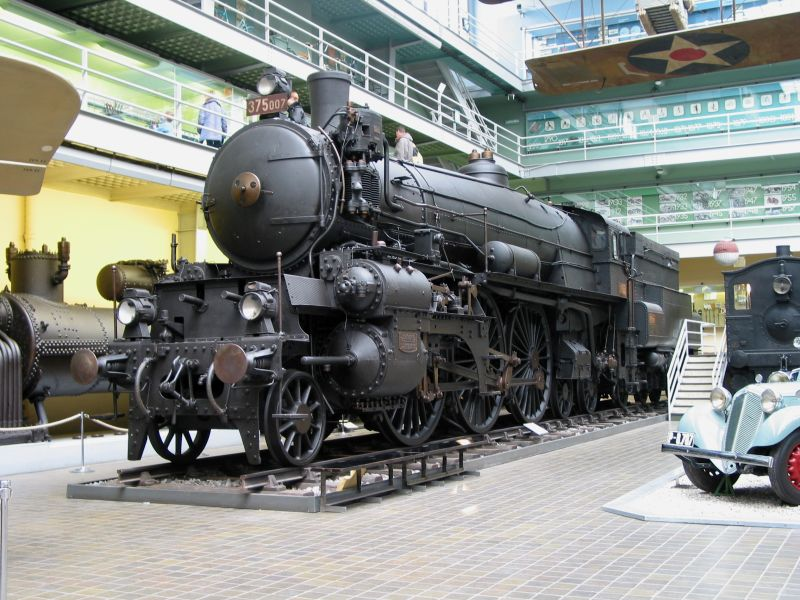
375.007 v Národním technickém muzeu v Praze

V letech 1911 – 1916 pořídily c.k. Státní dráhy celkem 90 lokomotiv řady 310 pro vozbu rychlíků na Severní dráze, Dráze Františka Josefa a Západní dráze. Lokomotivy byly nasazeny v rychlíkové dopravě na trasách Vídeň – Salcburk, Vídeň – Praha, Vídeň – Gmünd – Cheb, Vídeň – Lvov a Vídeň – Krakov.
Konstrukce lokomotiv vycházela z lokomotivy řady 210, zásadní změnou bylo použití Schmidtova přehřívače na místo sušiče páry Gölsdorf-Clench, který se v provozu příliš neosvědčil, zejména kvůli problémům s těsností. Dále byl zkrácen válcový kotel o 600 mm, zvětšeny průměry šoupátek a přepracován blok válců.
Již u řady 210 byl konstruktér Karl Gölsdorf omezen nízkými povolenými nápravovými tlaky na rakouských tratích, délkou točen i traťovými poměry vůbec. Kvůli průměrnému palivu používanému na rakouských drahách potřebovaly tyto lokomotivy velké topeniště a velký skříňový kotel. Z těchto podmínek vyplynulo zcela nové uspořádání pojezdu 1'C 2'.
Lokomotivy řady 310 se osvědčily především na rovinatých tratích, kde dosahovaly výkonu až 1800 koní. Na jejich výrobě se podílely lokomotivky Floridsdorf, Vídeňské Nové Město, StEG, První českomoravská továrna na stroje a Breitfeld & Daněk.

## Řada 310.3
V roce 1915 se rozhodly kkStB pořídit další sérii rychlíkových lokomotiv. Z důvodu válečného nedostatku mědi se rozhodly pro úpravu řady 310 použitím Brotanova kotle, který se osvědčoval v maďarské části monarchie. Tím ovšem stoupl nápravový tlak na 15,4 t, takže nové lokomotivy neměly přechodnost na některé rakouské tratě.
Lokomotivka ve Floridsdorfu vyrobila deset objednaných lokomotiv až v roce 1918. Pro lokomotivy byla určena čísla 310.300 až 310.309. C. a K. Státní dráhy stačily převzít první čtyři, poté skončila válka a došlo k rozpadu monarchie. Stroje 304-306 přebírala nástupnická organizace Deutschösterreichische Staatsbahnen (DÖStB). Další lokomotivy nebyly rakouskými drahami převzaty vůbec.
Sedm lokomotiv (310.300-303, 305, 306 a 309) se nakonec podařilo na přelomu let 1919-1920 prodat pruským státním drahám. Ty jim přidělily řadu S11 a čísla 1301 – 1307 a nasadily je na rameno Berlin – Katovice. Lokomotivy nasazovalo berlínské depo, ale velmi brzy byly převedeny do Katovic, jelikož jejich provoz neodpovídal původním představám a také kvůli atypické konstrukci kotle. Zbylé tři stroje se podařilo prodat polským drahám (PKP), které jim přidělily řadu Pn12.

## Po 1. světové válce
Po skončení 1. světové války a rozpadu rakousko-uherské monarchie přešlo 43 lokomotiv k nově vzniklým Spolkovým drahám Rakouska (BBÖ), 35 k ČSD a 12 převzaly PKP.

### Rakousko
Kvůli přechodnosti byly lokomotivy řady 310 nasazeny většinou na Západní a Jižní dráze v rychlíkové službě. Ve 30. letech v době krize jezdily v čele dálkových osobních vlaků. Byly deponovány ve Vídni západ, Linci a Štýrském Hradci. Po anšlusu Rakouska Třetí Říší v roce 1938 převzaly rakouské lokomotivy Německé říšské dráhy (DR), které jim přidělily novou řadu 16. Po obsazení Polska bylo 11 polských lokomotiv původní řady 310 zařazeno do parku DR. Také všechny původní 310.3 byly staženy do Vídně. Lokomotivy byly nasazeny na ramenech Vídeň – Královec, Vídeň – Berlín (jen po Ústí nad Orlicí) a na výkonech do Brna a Bratislavy. Po druhé světové válce provozovaly ÖBB již jen pět těchto lokomotiv, a to až do roku 1957, kdy byly nahrazeny modernějšími stroji, méně náročnými na údržbu. Posledními výkony této řady v Rakousku byly spěšné vlaky v okolí Villachu.

### Československo
Z výroby lokomotivy přicházely do dep v Přerově, Českých Budějovicích, Nuslích a Moravské Ostravě. Po roce 1918 byly přiděleny výtopnám Praha Masarykovo nádraží a Přerov. ČSD lokomotivy přeznačily na řadu 375.0, dosadily na ně zařízení tlakové brzdy s dvoustupňovými kompresory, injektory na výfukovou páru, jednodílná dýmniční vrata a další zařízení. Lokomotivy se spřahovaly s novými tendry ř. 923.1 s přihrnovadly Halla-Haken, popřípadě s tendry 727.0. Ve dvacátých letech část lokomotiv převedly do výtopen Nové Zámky a Bratislava.
Přestože se v době vzniku samostatného Československa jednalo o nejmohutnější a nejvýkonnější lokomotivy ČSD, začaly brzy zastarávat. Z nejprestižnějších výkonů je postupně vytlačily nové stroje řady 387.0. Po druhé světové válce již byla tato řada bezvýznamná, ačkoliv dočasně přibyly čtyři stroje BBÖ (375.0500-502 + jedna nepřeznačená). Lokomotivy řady 375.0 byly postupně vyřazovány, dojezdily v roce 1954, čtyři zmíněné stroje byly vráceny Rakousku.

### Polsko
Tři lokomotivy řady 310.3 s Brotanovým kotlem spolu s dvanácti dalšími v původním provedení převzaly PKP. V roce 1921 připadlo Horní Slezsko Polsku a s Katovicemi tak získaly PKP dalších sedm původně pruských strojů. PKP lokomotivy nově označily řadou Pn12 – Pn12-01 až Pn12-12 (pův. 310) a Pn12-13 až Pn12-22 (pův. 310.3). Až do poloviny 30. let byly nasazeny spolu s řadou Pn 11 (210 kkStB) na magistrále Katovice – Krakov – Lvov. Nové lokomotivy řady Pt31 je vytlačily z těchto prestižních výkonů. V roce 1931 byla po vykolejení vyřazena Pn12-3. Po vypuknutí druhé světové války ještě v roce 1939 převzaly DR čtyři Pn12, pak následovaly další. Původní 310 byly podle německého schématu přeznačeny na 16 042–044 a 065–071, původní 310.3 dostaly čísla 16 041, 16 045-050 a 16 061–064. V roce 1941 přešly všechny Pn12 do Vídně, zatímco Pn11 (původní 210) byly deponovány ve Stanislavově. Po válce došlo k poněkud zmatenému přeznačení polských lokomotiv, takže některé původní 310 byly označeny řadou Pn11, včetně dvou 310.3. V provozu se udržely do roku 1950, některé dosloužily jako vytápěcí kotle. Nezachovala se žádná.

## Zachované stroje

### 310.23
Lokomotivu 16.08 vyřazenou v roce 1956 převzalo Technické muzeum ve Vídni, v letech 1985-87 pak byla při příležitosti oslav 150. výročí rakouských železnic zprovozněna. Nyní nese původní označení 310.23, je deponována v Železničním muzeu ve Strasshofu a nasazována na nostalgické vlaky. V roce 1999 obdržela nový kotel (částečně sponzorován firmou Roco, která při této příležitosti uvedla nový model zvláštní série velikosti H0 této lokomotivy). Starý kotel je k vidění na ploše muzea.

### 375.007
Po ukončení provozu řady 375.0 v roce 1954 byla v ostravských dílnách opravena lokomotiva 375.007 (ex 310.15). V roce 1955 byla umístěna v dopravní hale Národního technického muzea, kde přebývá dosud.